# Ritterhude
Ritterhude – gmina samodzielna (język niemiecki Einheitsgemeinde) w Niemczech, w kraju związkowym Dolna Saksonia, w powiecie Osterholz.

## Geografia
Gmina Ritterhude położona jest ok. 10 km na północ od Bremy.

## Współpraca
- Bad Belzig, Brandenburgia
- Scheemda, Holandia
- Sztum, Polska
- Val-de-Reuil, Francja